# John F. Kelly
John Francis Kelly (* 11. května 1950, Boston, Massachusetts) je americký generál ve výslužbě a vysoký státní úředník. V první polovině roku 2017 působil jako ministr vnitřní bezpečnosti USA a následně v letech 2017–2019 jako ředitel kanceláře Bílého domu.
V pozdní době své vojenské kariéry v letech 2012–2016 velel Jižnímu velitelství amerických ozbrojených sil. Za svého působení ve vládě Donalda Trumpa dohlížel na některé z nejkontroverznějších rozhodnutí Trumpovy administrativy, jako byly například zákaz cestování do USA z některých muslimských zemí, omezení přijímání uprchlíků nebo urychlené deportace přistěhovalců bez dokladů. Jako ředitel kanceláře Bílého domu měl sebou přinést větší srozumitelnost a pořádek. Ke konci kariéry však jeho vliv na Trumpa slábl. V prosinci roku 2018 na post ředitele rezignoval a byl nahrazen Mickem Mulvaneyem.